# ديف دريسدن
ديف دريسدن (بالإنجليزية: Dave Dresden)‏ هو منتج أسطوانات وملحن ودي جيه أمريكي، ولد في 20 مايو 1969.

## وصلات خارجية
- ديف دريسدن على موقع ميوزك برينز (الإنجليزية)
- ديف دريسدن على موقع ديسكوغز (الإنجليزية)